# Prionailurus javanensis heaneyi
Prionailurus javanensis heaneyi is een ondersoort van Prionailurus javanensis die voorkomt op het Filipijnse eiland Palawan. Deze ondersoort is genoemd naar Lawrence Heaney, een Amerikaanse bioloog die veel aan de studie van de Filipijnse zoogdieren heeft bijgedragen.

## Kenmerken
Prionailurus javanensis heaneyi heeft een grijsbruine vacht met kleine, donkere vlekken op de flanken. Het witte deel van het gezicht is groot. De staart is lang en slechts weinig gevlekt. De schedellengte van het holotype bedraagt 85,1 mm.